# HD 38529 b
HD 38529 b是一個距離地球約138光年的太陽系外行星，位於獵戶座。該行星發現於2000年，因為它的質量相當巨大，被視為類木行星。

## 外部連結
- . Extrasolar Visions.   [2008-07-21]. （原始内容存档于2011-06-05）.